# Xã Grant, Quận Dallas, Missouri
Xã Grant (tiếng Anh: Grant Township) là một xã thuộc quận Dallas, tiểu bang Missouri, Hoa Kỳ. Năm 2010, dân số của xã này là 1.270 người.